# 第一代格洛斯特伯爵羅伯特

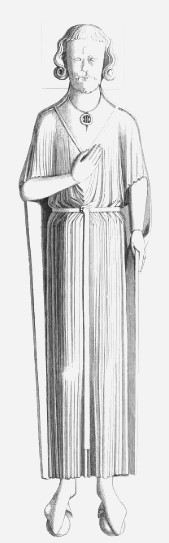
格洛斯特伯爵羅伯特

第一代格洛斯特伯爵羅伯特（英語：Robert, 1st Earl of Gloucester，約1090年—1147年10月31日）是英格蘭國王亨利一世的私生子，1121年左右受亨利一世冊封為格洛斯特伯爵。羅伯特娶瑪貝爾·菲茲羅伯特（Mabel FitzRobert），他們的長子威廉·菲茲羅伯特是第二代伯爵。